# Граница питания ледника
Граница питания ледника — линия, разделяющая области с положительным и отрицательным годовым балансом ледника, то есть области питания и абляции. Граница питания ледника может совпадать с фирновой линией, но часто лежит ниже неё, тогда между ними находится зона ледяного питания — полоса, обнаженного льда, относящаяся к области питания ледника. Иногда границу питания ледника называют линией равновесия, что является буквальным, не принятым у нас переводом соответствующего англоязычного термина (англ. eqilibrium line, часто в варианте ELA — equilibrium line altitude, то есть высота границы питания).